# Ильинка (Елецкий район)
Ильинка — деревня Малобоевского сельсовета Елецкого района Липецкой области.

## География
На западе Ильинка граничит по железнодорожной линии со станцией Хитрово. Через деревню проходят просёлочные дороги, на её территории имеются пруды.
В деревне имеются три улицы — Луговая, Мещерская и Садовая.

## Население
| 2010 |
| ---- |
| 70   |